# Cecelégy
A cecelégy (Glossina) a rovarok (Insecta) osztályának kétszárnyúak (Diptera) rendjébe, ezen belül a légyalkatúak (Brachycera) alrendjébe és a cecelegyek (Glossinidae) családjába tartozó nem.

## Előfordulásuk
A cecelégy a Szaharától délre és a Kalahári-sivatagtól északra Afrika trópusi területein mindenütt elterjedt. A cecelégy kiirtására számtalan kísérletet tettek, de ezek sikertelennek bizonyultak. Újabb módszerek kifejlesztésével a jövőben talán lehetővé válik a populációk korlátok közé szorítása.

## Megjelenésük
A cecelégy hossza 6–14 milliméter között van. A légynek egy pár repülésre alkalmas szárnya van, amelyet a légy nyugalmi helyzetben a hátára fektet. Szárnya mellett, még van egy pár billérje is, ami segíti az egyensúlyozásban repülés közben. Szájszerve vékony, tűszerű cső, amelynek végén mikroszkopikus méretű, borotvaéles „fogak” találhatók. Ezzel a légy még a vastagabb bőrréteget is képes átszúrni, hogy elérje a véredényeket.

## Életmódjuk
A cecelégy magányos élősködő. Tápláléka az emlősök, madarak és hüllők friss vére. Táplálkozási módszerével terjeszti a halálos álomkórt. Az álomkórt egy egysejtű kórokozó Trypanosoma idézi elő, amely mielőtt eljutna a nyálmirigyéig, már a légy beleiben szaporodni kezd; a légy pedig szúrással viszi át áldozatára. Ha a fertőzött egyedet megszúrja egy másik cecelégy, az tovább terjeszti a betegséget.

## Szaporodásuk
A párzási időszak egész évben tart. A nőstény egyszerre csak egy, igen fejlett lárvát hoz a világra, amely a puha, homokos talajban pillanatok alatt bebábozódik. A kifejlett légy 30 nappal később kel ki. A nőstény 2-3 hónapos élete során 2-3 lárvát hoz a világra.

## Szimbionták
A cecelegyeknek három különböző szimbiontájuk is van. Az első, egyben elsődleges szimbionta a bakteriocitában tárolt Wigglesworthia, a két másodlagos szimbionta pedig a sejten belül és a sejtek között is előforduló Sodalis, illetve valamely Wolbachia-faj.
A Glossina palpalis cecelégy vektora és gazdája a Hepatozoon petti-nek, ami a nílusi krokodilt fertőző parazita egysejtű.

## Rendszerezés
A nembe körülbelül 23 faj tartozik, melyeket élőhelyüktől függően 3 csoportra osztanak:
- a szavannai fajok: (Morsitans alnem, melyet néha Glossina névvel illetnek):
  - Glossina austeni (Newstead, 1912)
  - Glossina morsitans Westwood, 1850
  - Glossina pallidipes (Austen, 1903)
  - Glossina swynnertoni (Austen, 1923)

- az erdei fajok: (Fusca alnem, melynek korábbi neve Austenia volt):
  - Glossina fusca fusca (Walker, 1849)
  - Glossina fuscipleuris (Austen, 1911)
  - Glossina frezili (Gouteux, 1987)[1]
  - Glossina haningtoni (Newstead and Evans, 1922)
  - Glossina longipennis (Corti, 1895)
  - Glossina medicorum (Austen, 1911)
  - Glossina nashi (Potts, 1955)
  - Glossina nigrofusca nigrofusca (Newstead, 1911)
  - Glossina severini (Newstead, 1913)
  - Glossina schwetzi (Newstead and Evans, 1921)
  - Glossina tabaniformis Westwood, 1850
  - Glossina vanhoofi (Henrard, 1952)

- a folyó menti fajok: (Palpalis alnem, melynek korábbi neve Nemorhina volt):
  - Glossina caliginea (Austen, 1911)
  - Glossina fuscipes fuscipes (Newstead, 1911)
  - Glossina fuscipes martinii (Zumpt, 1935)
  - Glossina fuscipes quanzensis (Pires, 1948)
  - Glossina pallicera pallicera (Bigot, 1891)
  - Glossina pallicera newsteadi (Austen, 1929)
  - Glossina palpalis palpalis (Robineau-Desvoidy, 1830)
  - Glossina palpalis gambiensis (Vanderplank, 1911)
  - Glossina tachinoides Westwood, 1850

- az alábbi két faj nincs a fenti csoportokba sorolva (még):
  - Glossina brevipalpis
  - Glossina longipalpis